# Hero formosa
Hero formosa is een slakkensoort uit de familie van de Heroidae. De wetenschappelijke naam van de soort is voor het eerst geldig gepubliceerd in 1844 door Lovén.